# Tonny van Ede
Antonie (Tonny) van Ede (Rotterdam, 22 december 1924 – Zwijndrecht, 16 februari 2011) was een Nederlands voetballer die tussen 1946 en 1964 in totaal 455 competitiewedstrijden als aanvaller voor Sparta Rotterdam speelde.
Vanaf zijn elfde was hij lid van Sparta met een onderbreking in de Tweede Wereldoorlog. Hij werd in Duitsland tewerkgesteld maar ontsnapte en sloot zich bij de Prinses Irenebrigade in Engeland. Van Ede werd met Sparta Nederlands kampioen in 1959 en won de KNVB beker in 1958 en 1962. Hij kwam tweemaal uit voor het Nederlands voetbalelftal. In 1963 werd hij door Sparta benoemd tot erelid. In juni 1964 werd de 39-jarige Van Ede op eigen verzoek op de transferlijst geplaatst. Sparta had Van Ede wel een nieuw contract aangeboden, maar kon hem geen plaats in het eerste elftal garanderen. Een maand later tekende hij een contract bij de Schiedamse tweededivisionist Hermes DVS, waarvoor hij nog twee seizoenen zou uitkomen.
Na zijn actieve carrière zou Van Ede als voetbaltrainer van onder meer de Rotterdamse amateurclubs Eurosport, Neptunus en Transvalia aan de slag gaan. In 2008 werd de hoofdtribune in Het Kasteel naar hem vernoemd. In de ter gelegenheid van het 120-jarig bestaan van Sparta in 2008 samengestelde Top-60 beste Sparta-spelers aller tijden eindigde Tonny van Ede op de tweede plaats, pal achter Bok de Korver.
Op 15 februari 2013, voor aanvang van het duel van Sparta met FC Eindhoven, werd op het Kasteel een plaquette onthuld van Van Ede.
Burgemeester Ahmed Aboutaleb en weduwe Gonny van Ede waren aanwezig bij de onthulling en Jules Deelder droeg het door Jeroen Louis geschreven gedicht ‘De Schicht’ voor.

## Carrièrestatistieken
| Seizoen         | Club            | Land            | Competitie                   | Competitie | Competitie | Beker | Beker | Internationaal | Internationaal | Overig | Overig | Totaal | Totaal |
| Seizoen         | Club            | Land            | Competitie                   | Wed.       | Dlp.       | Wed.  | Dlp.  | Wed.           | Dlp.           | Wed.   | Dlp.   | Wed.   | Dlp.   |
| --------------- | --------------- | --------------- | ---------------------------- | ---------- | ---------- | ----- | ----- | -------------- | -------------- | ------ | ------ | ------ | ------ |
| 1954/55         | Sparta          | Nederland       | Eerste klasse D (Afgebroken) | –          | 5          | –     | –     | 0              | 0              | 0      | 0      | –      | 5      |
| 1954/55         | Sparta          | Nederland       | Eerste klasse B              | –          | 10         | –     | –     | 0              | 0              | 0      | 0      | –      | 10     |
| 1955/56         | Sparta          | Nederland       | Hoofdklasse A                | –          | 14         | –     | –     | 0              | 0              | 0      | 0      | –      | 14     |
| 1956/57         | Sparta          | Nederland       | Eredivisie                   | –          | –          | –     | 1     | 0              | 0              | 0      | 0      | –      | –      |
| 1957/58         | Sparta          | Nederland       | Eredivisie                   | –          | –          | –     | 1     | 0              | 0              | 0      | 0      | –      | –      |
| 1958/59         | Sparta          | Nederland       | Eredivisie                   | –          | 19         | –     | 3     | 0              | 0              | 0      | 0      | –      | 22     |
| 1959/60         | Sparta          | Nederland       | Eredivisie                   | –          | –          | –     | –     | 6              | 1              | 0      | 0      | –      | –      |
| 1960/61         | Sparta          | Nederland       | Eredivisie                   | –          | –          | –     | 1     | 0              | 0              | 0      | 0      | –      | –      |
| 1961/62         | Sparta          | Nederland       | Eredivisie                   | –          | –          | –     | 4     | 0              | 0              | 0      | 0      | –      | –      |
| 1962/63         | Sparta          | Nederland       | Eredivisie                   | –          | –          | –     | 0     | 2              | 0              | 0      | 0      | –      | –      |
| 1963/64         | Sparta          | Nederland       | Eredivisie                   | –          | –          | –     | 1     | 0              | 0              | 0      | 0      | –      | –      |
| 1964/65         | Hermes DVS      | Nederland       | Tweede divisie B             | –          | 8          | –     | 0     | 0              | 0              | 0      | 0      | –      | 8      |
| 1965/66         | Hermes DVS      | Nederland       | Tweede divisie B             | –          | 3          | –     | 0     | 0              | 0              | 0      | 0      | –      | 3      |
| Carrière totaal | Carrière totaal | Carrière totaal | Carrière totaal              | –          | –          | –     | 11    | 8              | 1              | 0      | 0      | –      | –      |

## Erelijst
Sparta
| Nationaal     |    |                  |
| Landskampioen | 1x | 1958/59          |
| KNVB Beker    | 2x | 1957/58, 1961/62 |